# Golubac

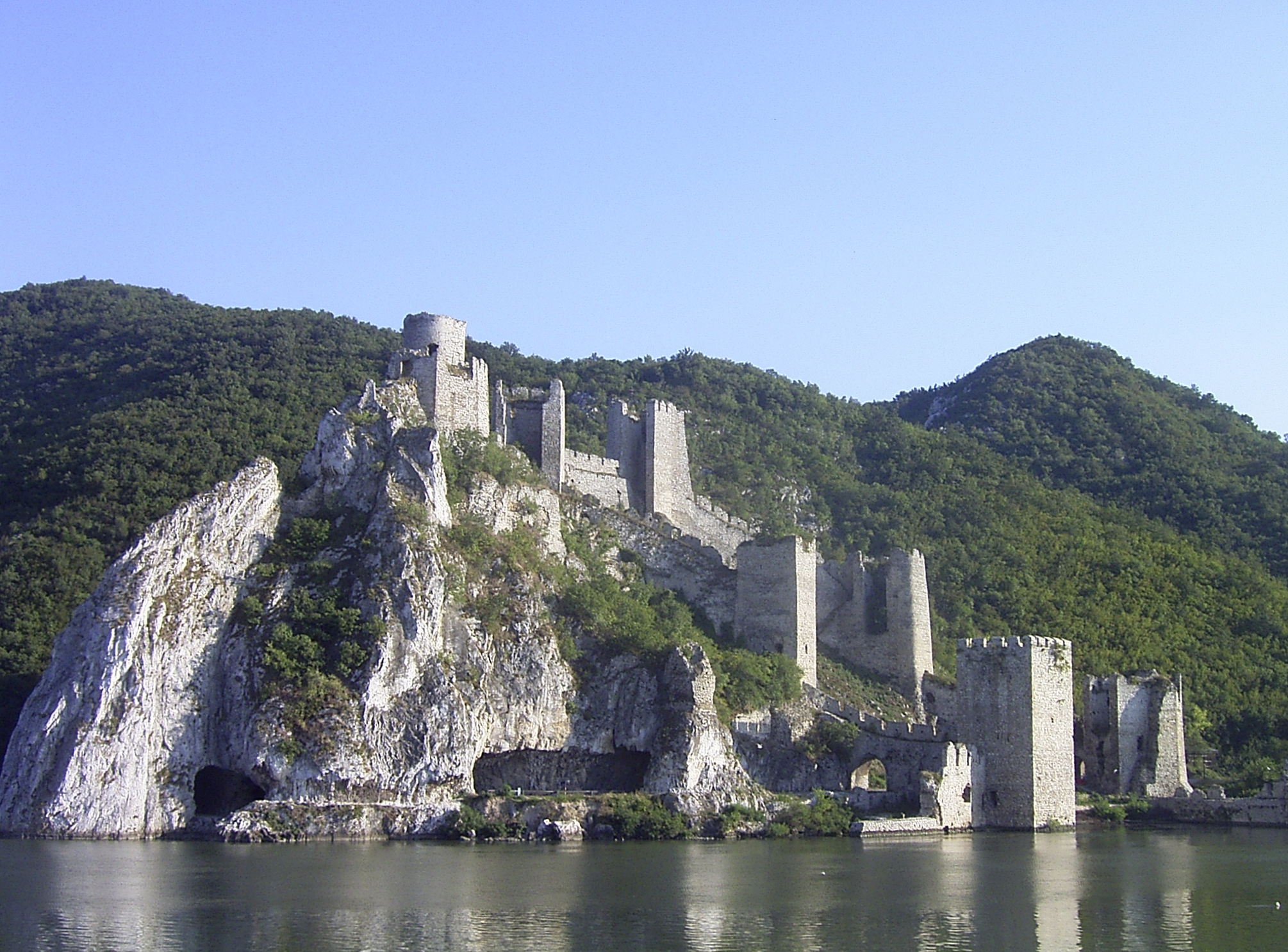
Vista des del Danubi de la fortalesa de Golubac

 Golubac (en cirílic: Голубац; hongarès: Galambóc; en romanès: Columbei, Golumbacu), és una població al municipi del mateix nom al nord-est de l'actual Sèrbia, a la vora del riu Danubi. Limita a l'est amb Romania, a l'oest amb Veliko Grade i amb Kučevo al sud. La població és de 1.896 habitants d'un total de 9.913 al municipi, en la seva gran majoria serbis amb minoria de valacs.
Golubac deu el seu nom a la paraula sèrbia Golub, que significa 'colomí' o 'colom'.
A causa de nombrosos jaciments arqueològics al voltant així com a la presència d'un parc nacional, el lloc és una popular atracció turística.
Golubac és també un conegut centre de navegació a vela.

## Golubac en l'edat mitjana
Entre els llocs d'interès arqueològic, es troben restes romanes com l'antiga fortificació romana de Diana. Durant l'edat mitjana, els territoris serbis del nord haurien pertangut al Regne d'Hongria i servirien de regions limítrofes amb l'Imperi Romà d'Orient (les terres de la Sèrbia del sud ocupades per l'Imperi Romà d'Orient). Després de la caiguda de l'Imperi Romà d'Orient davant els turcs otomans, Sèrbia passaria a ser part de l'imperi en expansió i el rei hongarès Segimon de Luxemburg s'hauria vist forçat a detenir l'avanç de les tropes islàmiques. Finalment, el 1428 cauria la fortalesa de Golubac a la vora del Danubi, i molts soldats hongaresos, polonesos i serbis serien executats pels otomans. Entre ells, l'heroic cavaller polonès Zawisza Czarny, que hauria lluitat per defensar aquest castell.

## Nota
1. ↑  Marika McAdam. Lonely Planet Western Balkans.  Lonely Planet, 1 abril 2009, p. 398–. ISBN 978-1-74104-729-5 [Consulta: 5 gener 2012].
2. ↑  Francis Davis Millet. The Danube from the Black forest to the Black sea.  Harper & brothers, 1893 [Consulta: 5 gener 2012].